# Canzoni di mezzo secolo
Canzoni di mezzo secolo è un film ad episodi del 1952 diretto da Domenico Paolella.

## Canzoni
Le canzoni su cui si basano gli episodi del film sono: Amore romantico, Ninì Tirabusciò, Scettico blu, Biondo corsaro, Yvonne, Ziki-Paki, Ziki-Pu, Lodovico, Biagio adagio, Stramilano, Vivere, Faccetta nera, Tornerai e Munasterio 'e Santa Chiara.